# Relaciones Estados Unidos-Islas Salomón
Las relaciones Estados Unidos-Islas Salomón son las relaciones diplomáticas entre Estados Unidos y Islas Salomón.

## Historia
Los Estados Unidos y las Islas Salomón establecieron relaciones diplomáticas después de su independencia el 7 de julio de 1978. La representación de los Estados Unidos es manejada por la Embajada de los Estados Unidos en Port Moresby donde el embajador es residente. En reconocimiento a los estrechos lazos que se forjaron entre los Estados Unidos y el pueblo de las Islas Salomón durante la Segunda Guerra Mundial, el Congreso de los Estados Unidos financió la construcción del edificio del Parlamento de las Islas Salomón. Hay aproximadamente 95 ciudadanos estadounidenses que residen permanentemente en las Islas Salomón.

## Asistencia

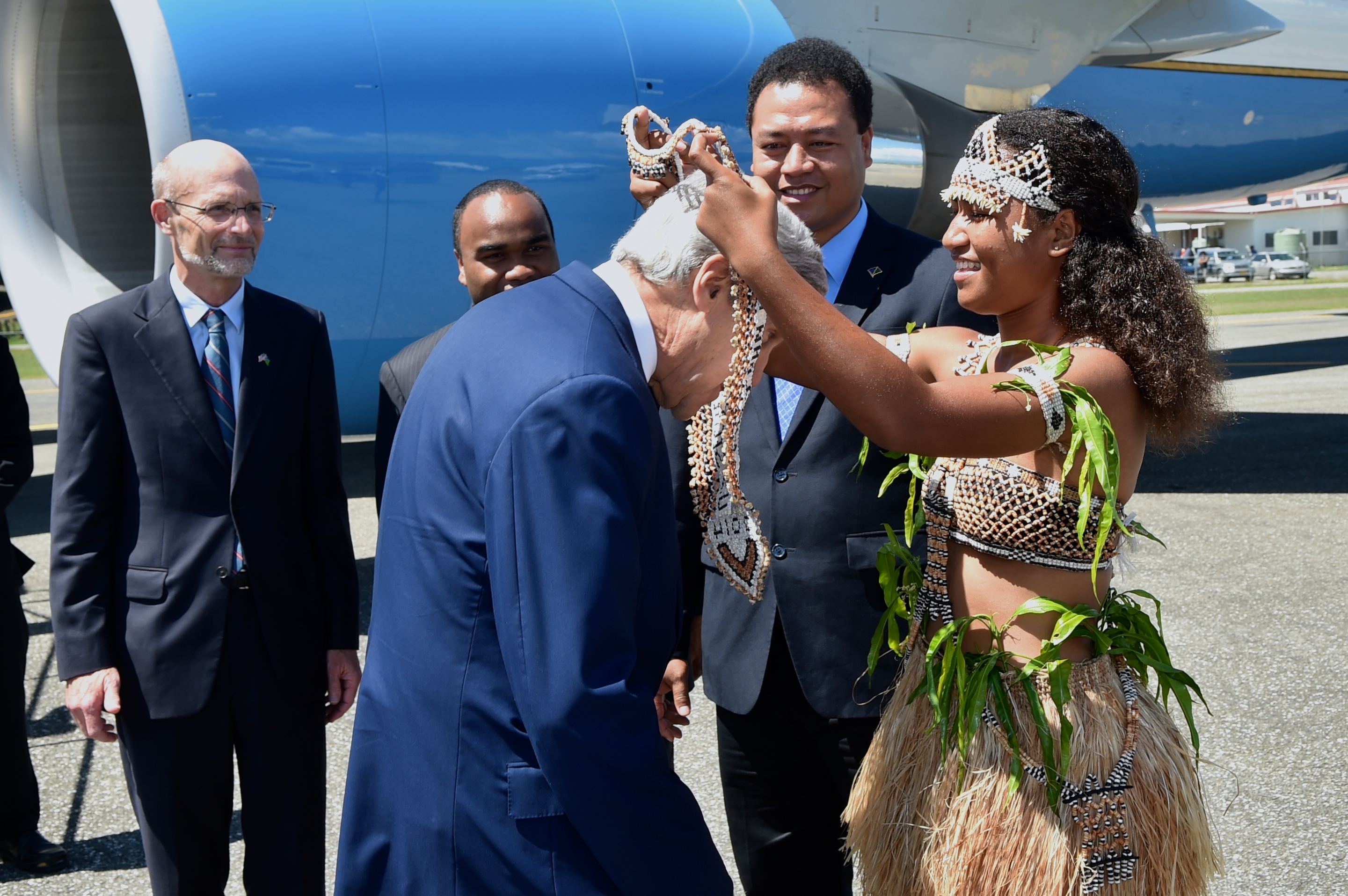
El Secretario de Estado de Estados Unidos, John Kerry, recibe un collar tradicional a su llegada al Aeropuerto Internacional de Henderson, en las Islas Salomón, el 13 de agosto de 2014. En las Islas Salomón

Las dos naciones pertenecen a una variedad de organizaciones regionales, incluidas la Comunidad del Pacífico y el Programa Ambiental Regional del Pacífico. Los Estados Unidos y las Islas Salomón también cooperan en el marco del Tratado de Pesca Atunera de los Estados Unidos y las Islas del Pacífico, en virtud del cual los Estados Unidos otorgan $18 millones por año a las partes de las islas del Pacífico y estas últimas brindan acceso a los buques pesqueros de los Estados Unidos.
La Guardia Costera de Estados Unidos brinda capacitación a los oficiales de protección fronteriza de las Islas Salomón, y el ejército de Estados Unidos también brinda educación militar adecuada y cursos de capacitación a los oficiales de seguridad nacional.
El Cuerpo de Paz de Estados Unidos suspendió su programa en junio de 2000 debido a la violencia étnica y la degradación de la gobernabilidad. Más de 70 voluntarios, que prestan servicios en todo el país en desarrollo rural comunitario, educación, gestión ambiental y programas juveniles, fueron evacuación.
Estados Unidos comercio con las Islas Salomón es muy limitado. En 2001, las exportaciones estadounidenses a las Islas Salomón representaron menos del 5 % de todas las exportaciones, mientras que las exportaciones de las Islas Salomón a los Estados Unidos en ese año fueron insignificantes.
Después del terremoto de las Islas Salomón de 2007 y tsunami, los Estados Unidos proporcionaron $250 000 en subvenciones de asistencia humanitaria y desplegaron USNS Stockham con apoyo de helicópteros al área afectada.
Los principales funcionarios de la Embajada de los Estados Unidos incluyen Embajador Leslie Rowe (residente en Port Moresby, Papua Nueva Guinea).